# Hymenostegia floribunda
Hymenostegia floribunda là một loài thực vật có hoa trong họ Đậu. Loài này được (Benth.) Harms miêu tả khoa học đầu tiên.